# Конференція ООН зі зміни клімату (2023)

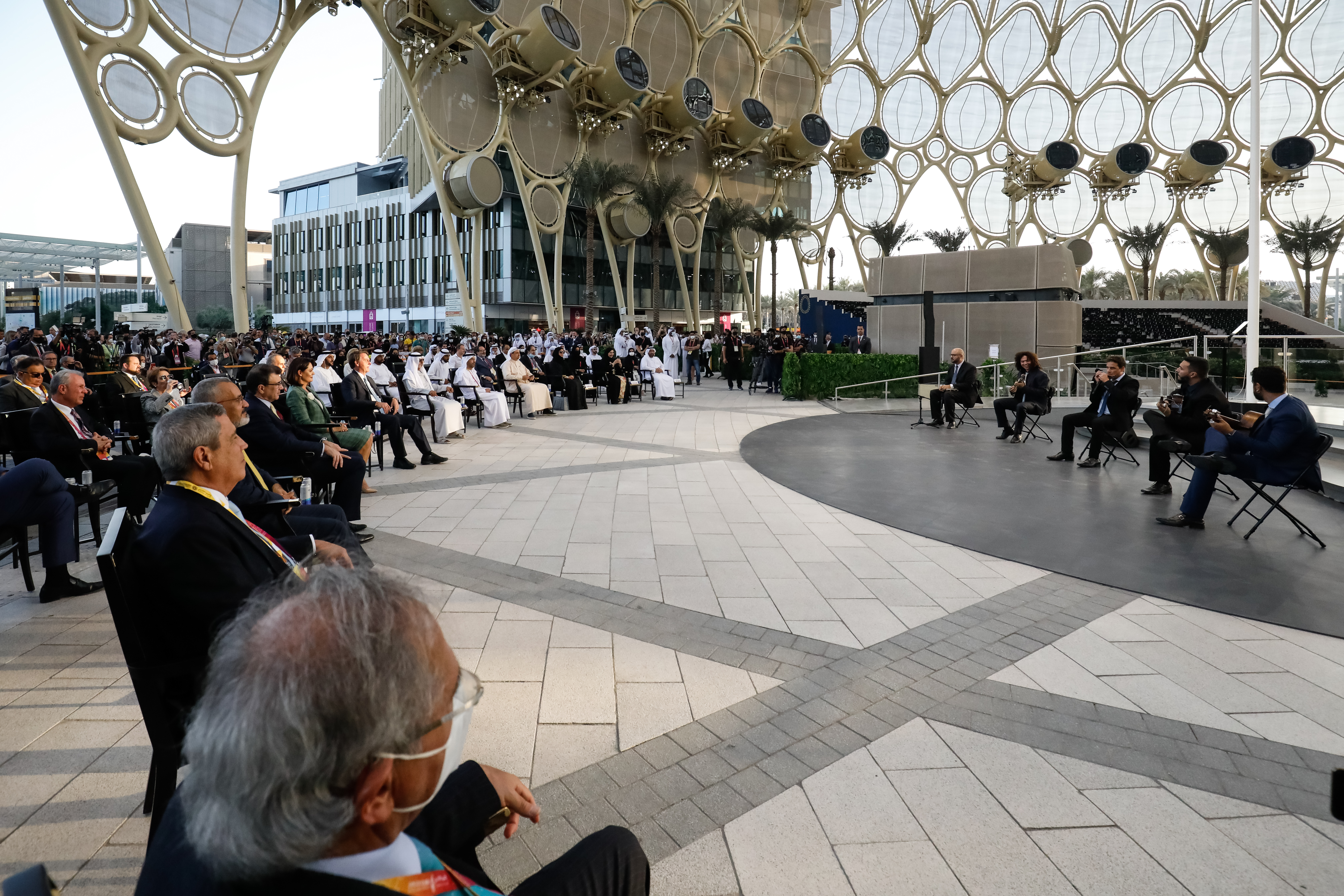
Al Wasl Plaza, Expo City, Дубай

Конференція Організації Об’єднаних Націй зі зміни клімату 2023 року або Конференція сторін РКЗК ООН, більш відома як COP28 (абревіатура від англ. Conference of the Parties of the UNFCCC), була 28-ою конференцією ООН зі зміни клімату та проходила з 30 листопада по 12 грудня в Експо-Сіті, Дубай, Об'єднані Арабські Емірати. Конференція COP проводиться щорічно (крім 2020 року через пандемію COVID-19) з моменту підписання першої кліматичної угоди ООН у 1992 році. Захід має на меті узгодити політику урядів щодо обмеження підвищення глобальної температури та адаптації до наслідків, пов'язаних зі зміною клімату.
Конференція зазнала широкої критики через суперечливе президенство Султана Аль Джабера, а також приймаючу країну – Об'єднані Арабські Емірати, яка відома своєю непрозорою екологічною політикою та роллю основного виробника викопного палива. Султан Аль Джабер є генеральним директором Національної нафтової компанії Абу-Дабі (ADNOC), що викликає занепокоєння щодо конфлікту інтересів; понад 100 членів Конгресу США та Європейського парламенту закликали Об'єднані Арабські Емірати звільнити Джабера з посади. Заяви про «грінвошінг» Джабера у Вікіпедії через платні редагування, юридична неможливість критикувати еміратські корпорації в ОАЕ, прихований доступ ADNOC до електронної пошти конференції та запрошення сирійського президента Башара Асада – все це викликало занепокоєння щодо чесності конференції. Ботоферми, організовані для захисту Джабера та ОАЕ, також були виявлені в червні 2023 року. 21 листопада Джабер заявив, що за поступовою відмовою від викопного палива задля досягнення SR15 «немає ніякої науки». Шість днів потому з'явилися витоки документів, що свідчать про плани ОАЕ використати конференцію для укладення нових угод з торгівлі викопним паливом з іншими країнами, що викликало міжнародний резонанс. Аль Джабер запечерив ці звинувачення, стверджуючи, що ОАЕ не потребує головування на концеренції для укладення ділових угод.
13 грудня Аль Джабер оголосив про досягнення остаточної компромісної угоди між залученими країнами, яка "закликає" всі країни відмовитися від викопного палива "справедливим, упорядкованим і рівноправним чином", щоб запобігти найгіршим наслідкам зміни клімату, а також "прискорити дії в цьому критичному десятилітті, щоб досягти нульового рівня викидів до 2050 року відповідно до наукових даних". Глобальний пакт був першим в історії самітів COP, де прямо згадується про необхідність відмовитися від усіх видів викопного палива , тим не менш він всеодно зазнав широкої критики через відсутність чітких зобов'язань щодо відмови або скорочення використання викопного палива.

## Зовнішні посилання
- Офіційний сайт